# BL Большой Медведицы
BL Большой Медведицы (лат. BL Ursae Majoris) — двойная затменная переменная звезда типа W Большой Медведицы (EW) в созвездии Большой Медведицы на расстоянии приблизительно 3112 световых лет (около 954 парсеков) от Солнца. Видимая звёздная величина звезды — от +16,4m до +16m. Орбитальный период — около 0,573 суток (13,751 часов).